# Jean Seznec
Jean Seznec (19 de marzo de 1905 – 22 de noviembre de 1983) fue un historiador y mitógrafo francés, cuyo libro de 1940, Los dioses de la Antigüedad, tuvo gran influjo también en el ámbito anglosajón, al ser traducido pronto al inglés. 

## Trayectoria
Seznec obtuvo plaza en la Academia Francesa de Roma en 1929, en donde estudió con el historiador del arte Émile Mâle, cuya metodología se acusaría en su propia obra. Este vínculo con Italia será decisivo. Al iniciarse la Segunda Guerra Mundial, Seznec retornó a Florencia como director del Instituto francés; pero en 1941 emigró a América. 
Su obra maestra —Los dioses de la Antigüedad en la Edad Media y en el Renacimiento— fue publicada en francés en el Instituto Warburg de Londres (1940), al ser derrotada Francia. Tras la Segunda Guerra Mundial, Seznec aceptó un puesto de profesor en Románicas (Lengua y Literatura) en la Universidad de Harvard, donde enseñó hasta 1949. Entonces fue elegido catedrático Marshal Foch Professor of French Literature en la Universidad de Oxford University, y estuvo en el All Souls College de Oxford, desde 1950 hasta su retiro en 1972.
Seznec editó además catálogos de exposición sobre la edición de los Salones de París, y de su crítica por Denis Diderot entre 1759–1781, que se considera hoy una fuente primaria para entender la historia del gusto de la mano del célebre enciclopedista.
Haciendo un especial giro en la meta que buscaron figuras de relieve, como Erwin Panofsky y Fritz Saxl, del Instituto Warburg, Seznec presentó una amplia perspectiva de la transmisión de la representación clásica en el arte occidental. La traducción de ese libro al inglés en 1953 The Survival of the Pagan Gods: Mythological Tradition in Renaissance Humanism and Art, favoreció su discusión en todo el mundo. 
Los viejos dioses, dice Seznec en su obra maestra, no 'resucitan' (no renacen) porque nunca se borraron de la memoria y la imaginación de los hombres de Occidente. Sobrevivieron durante la Edad Media en sistemas de ideas ya constituidos al final del mundo grecorromano. 
En la Edad Media no hubo una noción de "Antigüedad" como un medio histórico diferente, como algo ya superado, de ahí que pese a lo que significó el cristianismo en el mundo de las ideas y las costumbres diarias, halló siempre en el mundo de los antiguos muchos puntos de unión y de conciliación, como se ve en las tradiciones pictóricas y literarias. Por el contrario, es el Renacimiento el que empieza a señalar esa distancia histórica entre el presente y el pasado antiguo, y por ello se esfuerza conscientemente por armonizar dos universos separados por diez siglos. Seznec estudia extensamente este proceso. En el Renacimiento del siglo XVI nace una ciencia mitológica, que se difunde desde la Toscana con el empleo de los manuales, alcanzando una gran popularidad. 
La Edad Media aparece menos sombría y estática, dice el autor, y el Renacimiento se presenta como menos brillante y súbito, aunque por supuesto intensificaron esas ideas y motivos. Las tesis de Seznec han tenido mucho eco. Así en los estudios Joscelyn Godwin, en The Pagan Dream of the Renaissance (2002).

## Obras
- La survivance des dieux antiques. Essai sur le rôle de la tradition mythologique dans l’humanisme et dans l’art de la Renaissance (Studies of the Warburg Institute, 11), Londres, The Warburg Institute, 1940; 2ª ed. París, Flammarion 1980.
  - Tr. inglesa: The survival of the pagan gods. The mythological tradition and its place in Renaissance humanism and art, tr. Barbara F. Sessions, Nueva York 1953.
  - Tr. española: Los dioses de la Antigüedad en la Edad Media y en el Renacimiento, Madrid, Taurus, tr. Juan Aranzadi, 1983.
  - Tr. alemana: Das Fortleben der antiken Götter. Die mythologische Tradition im Humanismus und in der Kunst der Renaissance, tr. H. Jatho, 1990.